# 瑟爾喬阿拉鄉 (登博維察縣)
44°38′N 25°26′E / 44.633°N 25.433°E
瑟爾喬阿拉鄉（羅馬尼亞語：Comuna Sălcioara, Dâmbovița），是羅馬尼亞的鄉份，位於該國南部，由登博維察縣負責管轄，面積51平方公里，海拔高度181米，2007年人口4,042，人口密度每平方公里80人。